# Tapinoma sessile
Tapinoma sessile é uma espécie de formiga do gênero Tapinoma.